# Сонометр
Сонометр — прибор, служащий для исследования высоты тона. 
Все приборы, предназначенные для определения числа колебаний звучащих тел, могут быть названы сонометрами. В частности, под сонометром подразумевают большей частью прибор, состоящий из резонансового длинного ящика, на который натянуты сверху две или несколько струн. 
Простейший вид струйного сонометра составляет монохорд с одной струной. При помощи ключа одна из струн может быть настроена в унисон с другой струной, растянутой посредством груза. Эта вторая струна дает возможность убедиться, что первая, после опытов с ней, не расстроилась. Определение высоты тона производится посредством передвижения особой призмы под струной, а следовательно, и изменения вместе с тем длины звучащей части струны; по которой водят смычком. 
Существуют также сонометры с язычковыми трубками, в виде фисгармоники, с клавишами и мехом. Применение в сонометрах свободных металлических языков, свободно продвигающихся взад и вперед сквозь щель, имеет то преимущество, что высота их тона почти не зависит от силы вдувания воздуха и от температуры. Аппун (Appun) построил такой язычковый сонометр, последовательные тона в котором отличались между собой всего на два простых колебания.
Большой универсальный сонометр Рудольфа Кенига в Париже построенный в конце XIX века состоял из 154 камертонов (с передвижными грузиками), дающих тона от 32 до 43691 колебаний в секунду, и стоил 50000 франков.
Иногда сонометрами называют аудиометры, что неверно, ибо последний служит для измерения силы звука, а не его высоты.